# Le Torp-Mesnil
Le Torp-Mesnil là một xã thuộc tỉnh Seine-Maritime trong vùng Normandie miền bắc nước Pháp.

## Dân số
| 1962                                              | 1968 | 1975 | 1982 | 1990 | 1999 | 2006 |
| ------------------------------------------------- | ---- | ---- | ---- | ---- | ---- | ---- |
| 166                                               | 188  | 159  | 223  | 262  | 233  | 288  |
| Starting from 1962: Population without duplicates |      |      |      |      |      |      |